# Франц Кікаль
Франц Кікаль (чеськ. František Kikal) (нар. ? Брно — † 1 липня 1917, с. Конюхи, Козівський район, Тернопільська область) — командант Легіону Українських Січових Стрільців (1917).

## Біографія

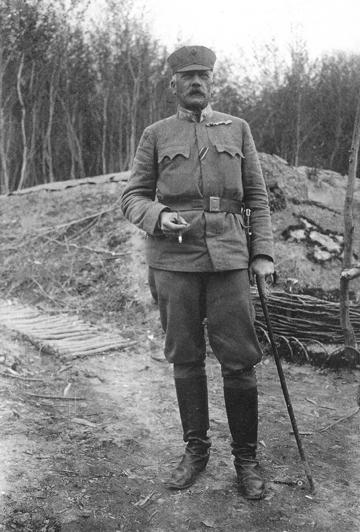
Франц Кікаль у 1917

Франц Кікаль — чех, уродженець міста Брно (Моравія).
Під час Першої світової війни — підполковник австрійської армії. У 1914–1916 рр. служив у 24-му піхотному полку цісарсько-королівської армії, який майже на 80 % складався з українців. У листопаді 1916 року переведений до УСС як командант Вишколу Українських Січових Стрільців. З 17 березня по 1 липня 1917 — командант Леґіону УСС (за іншими даними — Куреня). Був єдиним командантом-іноземцем у Леґіоні.
| Стрільці характеризували його як вимогливого, дбайливого, людяного командира, який з розумінням ставився до національних почуттів стрільців. |
Франц Кікаль загинув 1 липня 1917 у ході боїв Леґіону з російськими військами під Конюхами на Тернопільщині.